# تسوشن
تسوشن (به آلمانی: Zöschen) یک منطقهٔ مسکونی در آلمان است که در لوینا واقع شده‌است. تسوشن ۱٬۰۳۶ نفر جمعیت دارد.